# Jászkarajenő
Jászkarajenő är en ort i Ungern.   Den ligger i provinsen Pest, i den centrala delen av landet, 90 km sydost om huvudstaden Budapest. Jászkarajenő ligger 83 meter över havet och antalet invånare är 3 125.
Terrängen runt Jászkarajenő är mycket platt. Runt Jászkarajenő är det ganska tätbefolkat, med 62 invånare per kvadratkilometer. Närmaste större samhälle är Szolnok, 17,9 km nordost om Jászkarajenő. Trakten runt Jászkarajenő består till största delen av jordbruksmark.